# Terebellina kochiensis
Terebellina kochiensis är en ringmaskart som beskrevs av Katto 1977. Terebellina kochiensis ingår i släktet Terebellina, klassen havsborstmaskar, fylumet ringmaskar och riket djur. Inga underarter finns listade i Catalogue of Life.